# قالية حسن علي
قالية حسن علي هي فوهه بركانية تكونت نتيجة الحقول البركانية، وهي تقع في إيران,في جنوب شرق مقاطعة كرمان. .لم يسجل لها المؤرخون أي أنفجارات سابقة، ولكن يعتقد بأنها تكونت في العصر الرباعي.
وتتكون من 14 فوهه لكل منها حجمها المختلف، وأهم فوهه حدثت تقارب ال 1.2 كيلومتر (0.75 ملم) في العرض و 200-300 متر (660-980 قدم) في العمق. 
ويعتبر هذا الحقل البركاني الأصل في تكوين الفوهات البركانيه. ويرتبط النشاط البركاني بين كل من قالية حسن علي وعدد من البراكين المجاورة تفصل بينهم منطقة صدع محلية.
وقد تأثرت عموم منطقة إيران جراء الصراع بين الدول العربية وارواسيا مما أدى النشاط البركاني. 

## التركيب الجغرافي
قالية حسن علي تقع في مقاطعة كارمان في إيران، قرابة 100 كيلومتر (أقل من 62)جنوب شرق من مقاطعة كارمان. وتقع القرية التي تحمل نفس الاسم حسن علي بالقرب من الحقل. وقد أكتشف علماء الجولوجيا اليوغسلافيين الفوهة من خلال الكشف الجيولوجي في معهد البحث الجيولوجي والتنقيب عن المعادن واعتبروه الأصل في التأثير على الفوهات الأخرى 
 وتعتبر قالية حسن علي جزءا من براكين سلسلة قوس بركان أورمه وخصوصا الجزء الجنوبي الشرقي
ويمتد سلسلة بركان قوس أورمه على طول سلسلة جبال زاغروس، وقد فسرت بأنها المسببه في اندساس بحيرة بانثلاسا، والذي بدأـت خلال العصر الترياسي. ومن الجدير ذكره بأن البراكين وصلت لذروتها في العصر الفجري.
أن تعاقب الأنفجارات البركانية من سلسلة قوس أورمه قد يصل سمكها إلى 4 كيلومترات (2.5) في بعض الأماكن، والتي تهيمن عليها صخور كلسيه قلويه
وقد عثر على قوس بركاني آخر، في إيران في منطقة مكران,والذي تكون جراء براكين بازمان، وكوه سلطان، وتافتان الذي يقع في باكستان. وهناك حمم بركانيه أخرى صغيره في إيران هي حقول بيجار، ودماوند، وسارأكور.
بدأ نشاط قوس أورمه البركاني في أنخافض قبل 22 مليون سنة، وتوقف قبل 6 ملايين سنة.  
وفي الوقت نفسه فأن الصراع بين الجزيرة العربية وأوراسيا؛قد بدأ من شمال غرب البلاد. تتكون قالية حسن علي من فوهات البراكين بحيث أنها تغطي مساحة 150 كيلومتر مربع ؛أي(58 ميل مربع). عثر في الحقل على 14 فوهه، أثنتان منها منفصل عن بقية المجموعة. ويبلغ قطر إحدى الفوهة البركانيه 150-1,000 متر (490-3,280 قدم) ويصل عمقها إلى 80 متر (260)قدم.وأكبر فوهه هي فوهة كريتر ويبلغ قطرها 1200 متر (3900 قدم) ويصل عمقها 200-300 متر (660-980 قدم)وهي تحتوي على الملاحات أما فوهة قالية حسن علي فأن ارتفاعها يبلغ 2300متر (7500 قدم) فوق مستوى سطح البحر وتحاط هذه الفوهات بمجموعة من الصخور المتجزئة والتي يبلغ سمكها عدة سنتمترات. وتكون هذه الصخور حاده من الخارج وناعمة من الداخل وقد شيد معظمها من صخور البلاد، كما عثرعلى بعض المواد داخل فوهتين فقط أحدهما الفوهة الأكبر. وقد تأثرت بعض الفوهات من نشاط فوماروليك مما ساهمت في إخراج معادن كبريتات الصوديم مثل ميرابيليت جولوجيا

## جولوجيا
قالية حسن علي هي جزء من أقليم جبلي كبير وقد تشكلت بسبب اندساس بحير بانثلاسيا، وبحر باليوثايس، ومحيطيات سيستان عن طريق الاندساس المستمر بمحاصرة منطقة مكران. وقد شكل الاصطدام الناتج من التضاريس الأرضية والقارات على الهضبة الإيرانيه العاليه. .
وقد بدأ النشاط البركاني من منطقة لوط خلال العصر الجوراسي ووصلت إلى ذروتها في نهاية العصر الفجري. وبعد العصر الفجري تضائل نشاط البركان القلوي وأصبح بركان مافيك هو البركان المهيمن.